# Битолске новине
„Битолске новине“ (на сръбски: „Битољске новине“, в превод Битолски новини) е сръбски вестник, издаван в Битоля от 1913 година, след като градът попада в Сърбия след Междусъюзническата война.
Вестникът е първият сръбски вестник в областта. Редактор на вестника е Йоханан Мандил, а негов помощник - Самуил Алкалай. Вестникът спира в 1915 година, когато Вардарска Македония е заета от български войски по време на Първата световна война. След войната вестникът е подновен.